# Martin Guevara Urbina
Martin Guevara Urbina es un escritor mexicano-estadounidense, profesor e investigador, que como sociólogo y criminólogo, ha participado en un programa intensivo de investigación y publicación destinada a proporcionar a los lectores información basada en la evidencia y el análisis de las cuestiones de Latinas y Latinos en los Estados Unidos.

## Infancia
Martin Guevara Urbina nació en San Miguel de Allende, Guanajuato, México descendiente de Felipa Guevara y Salvador Urbina. A la edad de siete años, fue llevado a los Estados Unidos, pasando su infancia, con sus tres hermanos mayores, en varios lugares en Texas, antes de asentarse en Ozona, Texas.

## Educación
Martin Urbina comenzó su trayectoria académica; primer grado, en Carta Valley, Texas, para pasar a Ozona, Texas durante su año de cuarto grado. Más tarde asistir a Rocksprings, Texas High School, y finalmente se graduó de la Escuela de Ozona High en 1991.
Al graduarse de la escuela secundaria, asistió Western Texas College en Snyder, Texas. En 1993, se trasladó a la Universidad Estatal de Sul Ross en Alpine, Texas, donde se graduó con una licenciatura en Ciencias en 1995. Mientras que en Sul Ross State University, estudió bajo Felipe de Ortego y Gasca, considerado el erudito principal del Renacimiento Chicano y fundador de la historia de la literatura Chicana con sus fondos en libros de la literatura Mexicana, Backgrounds of Mexican American Literature (1971), el primer estudio en el campo. Influenciado por Ortego, Urbina optado por seguir estudios avanzados, y se trasladó a Nuevo México para asistir a la Universidad Estatal de Nuevo México, donde se graduó con un título de maestría (M.C.J.) en 1997.
Durante sus dos años en New Mexico State University, Martin Urbina comenzó a investigar los elementos sociológicos del sistema judicial de los EE. UU. En el verano de 1997, se mudó a Míchigan para asistir a Western Michigan University, donde se graduó con un doctorado en sociología en 2000. En Western Michigan University, empezó a examinar las implicaciones, de servicios públicos, y la importancia de diversas cuestiones sociales en la investigación y publicación, especialmente en los ámbitos de las relaciones raciales y étnicos, la pena capital, la ley y la sociedad, y la justicia social. Mientras que en Western Michigan, inició la formulación de una teoría sobre el alcance y la naturaleza de la pena de muerte, "la teoría de la cuarta amenaza de los resultados de la sentencia de muerte," que fue publicada en su primer libro, La Pena Capital y los Delincuentes Latinos: Racial y Diferencias étnicas en Sentencias de Muerte (2003). Después de su graduación, Urbina tomó una posición en la facultad en la Universidad de Wisconsin-Milwaukee, donde llevó a cabo la amplia misión de desarrollar un programa de investigación con un enfoque en la etnicidad, la raza, el género, y varios otros temas sociales.

## Escritura: Trabajo Académico y de Investigación
Desde hace varios años, Urbina ha analizado étnicas, raciales, de género y las desigualdades socioeconómicas en el sistema de justicia penal de EE. UU., especialmente en lo que se han desarrollado en la culminación de diversas guerras nacionales e internacionales de control social, como la lucha contra el crimen, la guerra contra los narcóticos (drogas), la guerra contra los inmigrantes, y más recientemente la guerra contra el terrorismo. Estos "movimientos" se exploran en varias de sus publicaciones.
Urbina es el autor/coautor de más de 60 publicaciones científicas en una amplia gama de temas, incluyendo varios libros académicos. Su investigación ha sido publicada en revistas académicas nacionales e internacionales.

### Libros
- Hispanics in the U.S. Criminal Justice System:  Ethnicity, Ideology, and Social Control, con Sofía Espinoza Álvarez (2018). ISBN 978-0398092160
- Immigration and the Law: Race, Citizenship, and Social Control, con Sofía Espinoza Álvarez (2018). ISBN 978-0-816-537624.[6]
- Ethnicity and Criminal Justice in the Era of Mass Incarceration:  A Critical Reader on the Latino Experience, con Sofía Espinoza Álvarez (2017).  ISBN 978-0398091538
- Latino Access to Higher Education:  Ethnic Realities and New Directions for the Twenty-First Century (2016).  ISBN 978-0398090913
- Latino Police Officers in the United States: An Examination of Emerging Trends and Issues, con Sofía Espinoza Álvarez (2015).  ISBN 978-0-398-08144-7
- Twenty-First Century Dynamics of Multiculturalism: Beyond Post-Racial America (2014).  ISBN 978-0398080983
- Ethnic Realities of Mexican Americans: From Colonialism to 21st Century Globalization (2014).  ISBN 978-0-398-08780-7
- Capital Punishment in America:  Race and the Death Penalty Over Time (2012).  ISBN 978-1593324452
  - Reviewed by - R. D. McCrie in Choice diciembre de 2012
- Hispanics in the U.S. Criminal Justice System:  The New American Demography (2012).  ISBN 978-0398088156]; ISBN 978-0398088163
- Capital Punishment and Latino Offenders:  Racial and Ethnic Differences in Death Sentences (2011).  ISBN 978-1593324940
- A Comprehensive Study of Female Offenders:  Life Before, During, and After Incarceration (2008).  ISBN 978-0398078119; ISBN 978-0398078126
  - Reviewed by Douglas L Yearwood in : Critical Criminology, 17, no. 3 (2009): 217-219 "
- Capital Punishment and Latino Offenders:  Racial and Ethnic Differences in Death Sentences (2003).   ISBN 978-1931202602

### Artículos Académicos
- Urbina, Martin Guevara (2013).  “Neoliberalism, Criminal Justice, and Latinos:  The Contours of Neoliberal Economic Thought and Policy on Criminalization.”  Latino Studies, próximo.

- Urbina, Martin Guevara and Ferris Roger Byxbe (2012).  “Capital Punishment in America:  Ethnicity, Crime, and Social Justice.” International Journal of Humanities and Social Science, 2:  13-29.

- Urbina, Martin Guevara and Ferris Roger Byxbe (2011).  “Interacting Forces in the Judicial System:  A Case Study in American Criminal Law.”  International Journal of Humanities and Social Science, 1:  141-154.

- Byxbe, Ferris Roger and Martin Guevara Urbina (2011).  “Sexual Harassment:  Crossing the Lines Within the Ranks.”  Police Forum, 20:  4-12.

- Byxbe, Ferris Roger, Martin Guevara Urbina, and Patricia Nicosia (2011).  “Community Oriented Policing and Partnerships:  A Recipe for Success!”  Police Forum, 20:  4-16.

- Urbina, Martin Guevara and William Sakamoto White (2009).  “Waiving Juveniles to Criminal Court:  Court Officials Express Their Thoughts.”  Social Justice:  A Journal of Crime, Conflict & World Order, 36:  122-139.

- Urbina, Martin Guevara (2007).  “Latinas/os in the Criminal and Juvenile Justice Systems.”  Critical Criminology:  An International Journal, 15:  41-99.

- Ruddell, Rick and Martin Guevara Urbina (2007).  “Weak Nations, Political Repression, and Punishment.”  International Criminal Justice Review, 17:  84-107.

- Urbina, Martin Guevara (2005).  “Transferring Juveniles to Adult Court in Wisconsin:  Practitioners Voice Their Views.”  Criminal Justice Studies:  A Critical Journal of Crime, Law and Society, 18:  147-172.

- Urbina, Martin Guevara (2004).  “Language Barriers in the Wisconsin Court System:  The Latino/a Experience.”  Journal of Ethnicity in Criminal Justice, 2: 91-118.

- Urbina, Martin Guevara (2004).  “A Qualitative Analysis of Latinos Executed in the United States Between 1975 and 1995:  Who Were They?”  Social Justice:  A Journal of Crime, Conflict & World Order, 31:  242-267.

- Urbina, Martin Guevara and Sara Kreitzer (2004).  “The Practical Utility and Ramifications of RICO:  Thirty-Two Years After Its Implementation.”  Criminal Justice Policy Review, 15:  294-323.

- Ruddell, Rick and Martin Guevara Urbina (2004).  “Minority Threat and Punishment:  A Cross-National Analysis.”  Justice Quarterly, 21:  903-931.

- Urbina, Martin Guevara (2003).  “Race and Ethnic Differences in Punishment and Death Sentence Outcomes:  Empirical Analysis of Data on California, Florida and Texas, 1975-1995.”  Journal of Ethnicity in Criminal Justice, 1:  5-35.

- Urbina, Martin Guevara (2003).  “The Quest and Application of Historical Knowledge in Modern Times:  A Critical View.”  Criminal Justice Studies:  A Critical Journal of Crime, Law and Society, 16:  113-129.

- Urbina, Martin Guevara (2002).  “Furman and Gregg Exist Death Row?:  Un-Weaving an Old Controversy.”  The Justice Professional, 15:  105-125.

### Artículos en Enciclopedias, Revistas y Otras Publicaciones
- Urbina, Martin Guevara and Ferris Roger Byxbe (2014).  “Capital Punishment on Trial:  Who Lives, Who Dies, Who Decides—A Question of Justice?”  Criminal Law Bulletin, 50:  in progress.

- Byxbe, Ferris and Martin Guevara Urbina (2011).  “Prescription Drugs:  Generation Rx in Crisis.”  LAE Journal, 34-36.

- Byxbe, Ferris, Martin Guevara Urbina, and Patricia Nicosia (2010).  “Community Oriented Policing and Partnerships:  A Recipe for Success!”  LAE Journal, 22-25.  (A reprint.)

- Urbina, Martin Guevara (2005).  “Puerto Rican Nationalists.”  Encyclopedia of Prisons & Correctional Facilities, Vol. 2:  796-798.  Edited by Mary Bosworth.  Thousand Oaks, CA:  Sage Publications.

- Urbina, Martin Guevara (2003).  “Good Teachers Never Die.”  Hispanic Outlook in Higher Education Magazine, 13:  31-32.

- Urbina, Martin Guevara (2002).  “Death Sentence Outcomes.”  Encyclopedia of Crime and Punishment, Vol 2:  482-485.  Edited by David Levinson.  Thousand Oaks, CA:  Sage Publications.

## Filosofía
"En el siglo 21, las mentes humanas, y, en menor medida, los corazones humanos pueden funcionar como instrumentos de precisión bien calibrados, pero ¿quién puede escribir el manual universal sobre la imaginación?"
—Martin Guevara Urbina, "The Dynamics of Education and Globalization in the New Millennium" (2012).

Citando a la educación como la más esencial "pared" (barrera) para ciertos segmentos de la sociedad, Urbina proclama,

"..la esencia misma de la existencia humana, el conocimiento, la mente es un elemento que nos permite cambiar los vientos de la suerte, reformar las fuerzas de la suerte o el destino, y, en última instancia, nos da poder para llegar a ser libres autores de nuestra propia vida, el verdadero arte de la expresión humana es la capacidad de expresar nuestros sueños, pensamientos y emociones como las sentimos o como vienen a la mente, como búsqueda de la igualdad universal, la justicia, la paz, el amor, la verdad y la realidad."
—Martin Guevara Urbina, "The Dynamics of Education and Globalization in the New Millennium" (2012)

En la exploración de la construcción social del conocimiento, Urbina pregunta sobre las implicaciones y ramificaciones de voces olvidadas en la construcción y aplicación de conocimientos, diciendo:

"Cuando el conocimiento de los expertos científicos se legitima en términos de ser racional, lógico, eficiente, educado, progresista, moderna, y iluminado, que analogías otros segmentos de la sociedad pueden ... utilizar para desafiarlos?"
—Martin Guevara Urbina, "The Quest and Application of Historical Knowledge in Modern Times"(2003).

## Anterior Facultad
- Associate Professor of Criminal Justice.  Texas A&M University—Central Texas.   2009.
- Professor of Sociology.  Howard College.  2006—2008.
- Associate Professor of Criminal Justice.  University of Wisconsin—Milwaukee.  2005—2006.
- Assistant Professor of Criminal Justice.  University of Wisconsin—Milwaukee.  2000—2005.
- Instructor of Sociology.  Western Michigan University.  1997–2000.
- Instructor of Criminal Justice.  New Mexico State University.  1996-1997.